# Лівія на літніх Олімпійських іграх 2016
Лівія на літніх Олімпійських іграх 2016 була представлена 7 спортсменами в 6 видах спорту. Жодної медалі олімпійці Лівії не завоювали.

## Спортсмени
| Дисципліна            | Чоловіки | Жінки | Разом |
| --------------------- | -------- | ----- | ----- |
| Легка атлетика        | 1        | 0     | 1     |
| Стрільба з лука       | 1        | 0     | 1     |
| Дзюдо                 | 1        | 0     | 1     |
| Академічне веслування | 1        | 0     | 1     |
| Плавання              | 1        | 1     | 2     |
| Тхеквондо             | 1        | 0     | 1     |
| Разом                 | 6        | 1     | 7     |

## Стрільба з лука
| Спортсмен     | Дисципліна                        | Попередній раунд | Попередній раунд | 1/32 фіналу         | 1/16 фіналу        | 1/8 фіналу         | Чвертьфінали       | Півфінали          | Фінал / БМ         | Фінал / БМ      |
| Спортсмен     | Дисципліна                        | Результат        | Сіяний           | Суперник Результат  | Суперник Результат | Суперник Результат | Суперник Результат | Суперник Результат | Суперник Результат | Місце           |
| ------------- | --------------------------------- | ---------------- | ---------------- | ------------------- | ------------------ | ------------------ | ------------------ | ------------------ | ------------------ | --------------- |
| Ali El-Ghrari | індивідуальна першість (чоловіки) | 568              | 63               | Еллісон (USA) L 0–6 | Завершив виступ    | Завершив виступ    | Завершив виступ    | Завершив виступ    | Завершив виступ    | Завершив виступ |

## Легка атлетика
Легенда
- Note – для трекових дисциплін місце вказане лише для забігу, в якому взяв участь спортсмен
- Q = пройшов у наступне коло напряму
- q = пройшов у наступне коло за добором (для трекових дисциплін - найшвидші часи серед тих, хто не пройшов напряму; для технічних дисциплін - увійшов до визначеної кількості фіналістів за місцем якщо напряму пройшло менше спортсменів, ніж визначена кількість)
- NR = Національний рекорд
- N/A = Коло відсутнє у цій дисципліні
- Bye = спортсменові не потрібно змагатися у цьому колі

Трекові і шосейні дисципліни
| Спортсмен          | Дисципліна                  | Фінал     | Фінал |
| Спортсмен          | Дисципліна                  | Результат | Місце |
| ------------------ | --------------------------- | --------- | ----- |
| Mohamed Fuad Hrezi | марафонський біг (чоловіки) | 2:21:17   | 77    |

## Дзюдо
| Спортсмен          | Категорія           | 1/32 фіналу        | 1/16 фіналу            | 1/8 фіналу         | Чвертьфінали       | Півфінали          | Втішний поєдинок   | Фінал / БМ         | Фінал / БМ      |
| Спортсмен          | Категорія           | Суперник Результат | Суперник Результат     | Суперник Результат | Суперник Результат | Суперник Результат | Суперник Результат | Суперник Результат | Місце           |
| ------------------ | ------------------- | ------------------ | ---------------------- | ------------------ | ------------------ | ------------------ | ------------------ | ------------------ | --------------- |
| Мохамед Ель-Кавіса | до 60 кг (чоловіки) | Bye                | Сметов (KAZ) L 000–100 | Завершив виступ    | Завершив виступ    | Завершив виступ    | Завершив виступ    | Завершив виступ    | Завершив виступ |

## Академічне веслування
| Спортсмен          | Дисципліна          | Заїзди  | Заїзди | Втішний заплив | Втішний заплив | Чвертьфінали | Чвертьфінали | Півфінали | Півфінали | Фінал   | Фінал |
| Спортсмен          | Дисципліна          | Час     | Місце  | Час            | Місце          | Час          | Місце        | Час       | Місце     | Час     | Місце |
| ------------------ | ------------------- | ------- | ------ | -------------- | -------------- | ------------ | ------------ | --------- | --------- | ------- | ----- |
| Аль-Хуссейн Гамбур | одиночки (чоловіки) | 7:43.85 | 5 R    | 7:45.09        | 4 SE/F         | Bye          | Bye          | 8:13.17   | 4 FF      | 7:41.77 | 32    |

Пояснення до кваліфікації: FA=Фінал A (за медалі); FB=Фінал B (не за медалі); FC=Фінал C (не за медалі); FD=Фінал D (не за медалі); FE=Фінал E (не за медалі); FF=Фінал F (не за медалі); SA/B=Півфінали A/B; SC/D=Півфінали C/D; SE/F=Півфінали E/F; QF=Чвертьфінали; R=Потрапив у втішний заплив

## Плавання
| Спортсмен        | Дисципліна                          | Попередній заплив | Попередній заплив | Півфінал         | Півфінал         | Фінал            | Фінал            |
| Спортсмен        | Дисципліна                          | Час               | Місце             | Час              | Місце            | Час              | Місце            |
| ---------------- | ----------------------------------- | ----------------- | ----------------- | ---------------- | ---------------- | ---------------- | ---------------- |
| Ahmed Attellesey | 50 метрів вільним стилем (чоловіки) | 23.89             | 53                | Завершив виступ  | Завершив виступ  | Завершив виступ  | Завершив виступ  |
| Данія Хагул      | 100 метрів брасом (жінки)           | 1:25:47           | 43                | Завершила виступ | Завершила виступ | Завершила виступ | Завершила виступ |

## Тхеквондо
| Спортсмен  | Категорія           | 1/8 фіналу               | Чвертьфінали       | Півфінали          | Втішний поєдинок   | Фінал / БМ         | Фінал / БМ      |
| Спортсмен  | Категорія           | Суперник Результат       | Суперник Результат | Суперник Результат | Суперник Результат | Суперник Результат | Місце           |
| ---------- | ------------------- | ------------------------ | ------------------ | ------------------ | ------------------ | ------------------ | --------------- |
| Юсеф Шріха | до 58 кг (чоловіки) | Наварро (MEX) L 9–23 PTG | Завершив виступ    | Завершив виступ    | Завершив виступ    | Завершив виступ    | Завершив виступ |